# Абрасимов Петро Андрійович
Петро Андрійович Абрасимов (нар. 16 травня 1912, селище Богушевськ, тепер Сєнненського району Вітебської області, Республіка Білорусь — 16 лютого 2009, місто Москва) — радянський партійний діяч, дипломат, надзвичайний і повноважний посол СРСР у Польщі, НДР, Франції та Японії, голова Державного комітету СРСР із іноземного туризму. Член ЦК КПРС у 1961—1986 роках. Депутат Верховної ради Білоруської РСР 4—6-го скликань. Депутат Верховної ради СРСР 3—4-го, 6-го, 9-го скликань. Доктор історичних наук.

## Життєпис
Народився в селянській родині. Трудову діяльність розпочав у 1928 році електромеханіком Вітебської трикотажної фабрики. З 1931 року працював директором клубу в місті Вітебську. У 1933 році закінчив технікум.
З 1933 року — уповноважений філармонії, директор картинної галереї у Вітебську До 1939 року навчався на історичному факультеті Білоруського державного університету (не закінчив).
У вересні 1939 року в складі танкової бригади С. М. Кривошеїна брав участь в окупації радянськими військами Західної Білорусі. Був присутній при урочистій передачі Бреста з рук німецького генерала Г. Гудеріана в руки комбрига С. М. Кривошеїна.
У 1939 — червні 1941 року — директор картинної галереї в місті Бресті, заступник голови виконавчого комітету Брестської обласної ради депутатів трудящих.
Член ВКП(б) з 1940 року.
У червні 1941 — 1942 року — в Червоній армії: інспектор політичного відділу механізованого корпусу Західного фронту, військовий комісар окремого танкового батальйону Південного фронту. Учасник німецько-радянської війни.
З 1942 року працював у Центральному штабі партизанського руху. Брав участь в розробці ряду успішних партизанських операцій, кілька разів закидався в тил німецьких військ, де діяли білоруські партизани. У 1942—1944 роках — військовий комісар особливого збору під Муромом, старший помічник начальника Центрального штабу партизанського руху і 1-го секретаря ЦК КП(б) Білорусії Пантелеймона Пономаренка.
У 1944 кілька місяців викладав на історичному факультеті Білоруського державного університету.
У 1946 — грудні 1948 року — постійний представник Ради міністрів Білоруської РСР при Раді міністрів СРСР.
У грудні 1948 — червні 1950 року — 1-й заступник голови Ради міністрів Білоруської РСР.
У 1949 році закінчив три курси заочного навчання Вищої партійної школи при ЦК ВКП(б).
3 червня 1950 — 20 вересня 1952 року — секретар ЦК КП(б) Білорусії.
У 1951 році закінчив заочно Білоруський державний університет.
У листопаді 1952 — липні 1955 року — 1-й заступник голови Ради міністрів Білоруської РСР.
29 липня 1955 — 7 грудня 1956 року — секретар ЦК КП Білорусії.
У жовтні 1956 — жовтні 1957 року — радник-посланник посольства СРСР в Китайській Народній Республіці.
З 3 жовтня 1957 по 14 лютого 1961 року — надзвичайний і повноважний посол СРСР у Польській Народній Республіці.
11 лютого 1961 — грудень 1962 року — 1-й секретар Смоленського обласного комітету КПРС.
З 15 грудня 1962 по 18 вересня 1971 року — надзвичайний і повноважний посол СРСР у Німецькій Демократичній Республіці.
З 18 вересня 1971 року по 9 квітня 1973 року — надзвичайний і повноважний посол СРСР у Франції.
З 20 грудня 1972 року по 9 квітня 1973 року — надзвичайний і повноважний посол СРСР у Малагасійській Республіці (за сумісництвом).
У квітні 1973 — березні 1975 року — завідувач відділу ЦК КПРС по роботі вз закордонними кадрами і виїздами за кордон.
З 7 березня 1975 року по 12 червня 1983 року — надзвичайний і повноважний посол СРСР у Німецькій Демократичній Республіці.
У травні 1983 року — начальник Головного управління із іноземного туризму при Раді міністрів СРСР. 31 травня 1983 — 27 лютого 1985 року — голова Державного комітету СРСР із іноземного туризму (Держкомінтуристу СРСР).
З 27 лютого 1985 по 13 травня 1986 року — надзвичайний і повноважний посол СРСР в Японії.
З травня 1986 року — персональний пенсіонер союзного значення в місті Москві.
Помер 16 лютого 2009 року. Похований на Троєкуровському цвинтарі в Москві.

## Нагороди і відзнаки
- чотири ордени Леніна
- орден Жовтневої Революції
- орден Червоного Прапора
- орден Трудового Червоного Прапора
- два ордени Вітчизняної війни ІІ ст.
- два ордени Червоної Зірки
- орден Карла Маркса (Німецька Демократична Республіка)
- орден «Велика золота зірка дружби народів» (Німецька Демократична Республіка)
- орден "Хрест Грюнвальда"и ІІІ ст. (Польща)
- медаль «За оборону Москви»
- медалі
- надзвичайний і повноважний посол СРСР
- Почесний громадянин міста Берліна (з 1971 по 29 вересня 1992 року)